# Richard Rado
Richard Rado (Berlim, 28 de abril de 1906 — Reading, 23 de dezembro de 1989) foi um matemático alemão de origem judaica.
Obteve dois doutorados: em 1933 da Universidade de Berlim, e em 1935 da Universidade de Cambridge. Foi entrevistado em Berlim por Frederick Lindemann para uma bolsa financiada pelo químico sir Robert Mond, para estudar em Cambridge. Após ter obtido a bolsa Rado e sua mulher foram para o Reino Unido em 1933.
Contribuiu significativamente em combinatória e teoria dos grafos. Escreveu 18 artigos com Paul Erdős. Em 1964 descobriu o grafo de Rado.
Em 1972 recebeu o Prêmio Berwick Sênior.